# Charles MacIntosh
Charles Macintosh (ur. 6 czerwca 1869 w Timaru, zm. 25 września 1918 w Rio de Janeiro) – nowozelandzki rugbysta, reprezentant kraju.
Uczęszczał do Timaru Boys' High School. W latach 1888–1896 reprezentował region South Canterbury, włączając w to mecz przeciw Nowej Południowej Walii w 1894 roku.
Do nowozelandzkiej reprezentacji został powołany w 1893 roku na serię jedenastu spotkań w Australii, kontuzja nogi spowodowała, że wystąpił jedynie w czterech. Wraz z pięcioma innymi kadrowiczami jeszcze przed wyjazdem zagrał przeciwko narodowej reprezentacji.
Pełnił rolę burmistrza Timaru w latach 1901–1902, następnie opuścił Nową Zelandię, by redagować gazetę w Buenos Aires. Zmarł nagle podczas podróży służbowej do Rio de Janeiro.